# Alfons Kenkmann
Alfons Kenkmann (* 13. März 1957 in Waltrop) ist ein deutscher Historiker und Hochschullehrer.

## Leben
Alfons Kenkmann studierte Geschichte und Germanistik an den Universitäten Bochum und Münster. 1994 wurde er an der Universität Siegen mit seiner Dissertation „Wilde Jugend. Lebenswelt großstädtischer Jugendlicher zwischen Weltwirtschaftskrise und Währungsreform“ promoviert.
Von 1993 bis 1994 war Kenkmann Wissenschaftlicher Mitarbeiter im Projekt Werkstatt der Erinnerung an der Forschungsstelle für Zeitgeschichte in Hamburg. In den Jahren 1995 bis 1998 unterrichtete er als Geschichtslehrer am Immanuel-Kant-Gymnasium in Münster und war seit 1998 auch Lehrbeauftragter an den Universitäten Dortmund und Münster. Als Hochschulassistent arbeitete er von 1994 bis 1998 am Institut für Didaktik der Geschichte am Historischen Seminar der Westfälischen Wilhelms-Universität Münster, bevor er 1998 Wissenschaftlicher Leiter und Geschäftsführer des Geschichtsortes Villa ten Hompel in Münster wurde.
2003 wurde er zum Professor für Geschichtsdidaktik an die Universität Leipzig berufen und ist seitdem in verschiedenen universitären Gremien tätig. Alfons Kenkmann war einer der Gründungsdirektoren des Zentrums für Lehrerbildung und Schulforschung (ZLS) an der Universität Leipzig und hat das Institut als Geschäftsführender Direktor geleitet.
Seine Forschungsschwerpunkte sind Didaktik der Geschichte, Oral History, Geschichte der Jugend, Methodologie und Polizei- und Verwaltungsgeschichte.
Alfons Kenkmann hat mehrere internationale Tagungen konzipiert und verschiedene zeitgeschichtliche Ausstellungsprojekte geleitet. Er ist Mitglied in zahlreichen Kuratorien deutscher Museen und Gedenkstätten. Unter anderem ist er Vorsitzender des Arbeitskreises der NS-Gedenkstätten und -Erinnerungsorte in NRW und wissenschaftlicher Beirat des Archivs der deutschen Jugendbewegung, der Stiftung Berliner Mauer sowie der Bundesstiftung zur Aufarbeitung der SED-Diktatur.
Seit November 2021 ist er korrespondierendes Mitglied der Historischen Kommission für Westfalen.

## Auszeichnungen
Für sein Engagement in der historisch-politischen Bildungsarbeit erhielt er 2010 das Verdienstkreuz am Bande des Verdienstordens der Bundesrepublik Deutschland.

## Schriften (Auswahl)
- Wilde Jugend. Lebenswelt großstädtischer Jugendlicher zwischen Weltwirtschaftskrise, Nationalsozialismus und Währungsreform. Klartext, 2. Auflage, Essen 2002.
- Hrsg. mit Michael Sauer/Charlotte Bühl-Gramer/Anke John/Astrid Schwabe/Christian Kuchler: Geschichte im interdisziplinären Diskurs. Grenzziehungen – Grenzüberschreitungen – Grenzverschiebungen. Vandenhoeck & Ruprecht, Göttingen 2016.
- Hrsg. mit Detlev Brunner: Leipzig im Nationalsozialismus. Beiträge zu Zwangsarbeit, Verfolgung und Widerstand (= Quellen und Forschungen zur Geschichte der Stadt Leipzig. Bd. 13). Leipziger Universitätsverlag, Leipzig 2016, ISBN 978-3-96023-061-8.